# Cratere Holetschek
Holetschek è un cratere lunare di 37,77 km situato nella parte sud-occidentale della faccia nascosta della Luna.
Il cratere è dedicato all'astronomo austriaco Johann Holetschek.

## Crateri correlati
Alcuni crateri minori situati in prossimità di Holetschek sono convenzionalmente identificati, sulle mappe lunari, attraverso una lettera associata al nome.
| Holetschek | Coordinate             | Diametro (in km) |
| ---------- | ---------------------- | ---------------- |
| N          | 30°15′00″S 150°12′36″E | 16,49            |
| P          | 29°58′48″S 149°33′36″E | 15,62            |
| R          | 29°07′48″S 147°49′48″E | 77,85            |
| Z          | 26°18′36″S 151°07′12″E | 26,53            |